# Hordeum parodii
Hordeum parodii är en gräsart som beskrevs av Guillermo Covas. Hordeum parodii ingår i släktet kornsläktet, och familjen gräs. Inga underarter finns listade i Catalogue of Life.